# Injaz
Injaz (* 8. April 2009 in Dubai; arabisch إنجاز Indschāz, DMG ʾInǧāz ‚Erfolg‘) ist das erste erfolgreich geklonte Kamel.
Medienberichten zufolge wurde Injaz am 8. April 2009 in Dubai geboren. Forscher am Camel Reproduction Centre in Nakhali (Dubai), haben einer erwachsenen, 2005 geschlachteten Stute Eierstock-Zellen entnommen und diese mit Eizellen fusioniert, aus denen der Zellkern zuvor entfernt wurde. Nach der Geburt von Injaz wurde die DNA im Genetik-Labor des Dubaier Central Veterinary Research Laboratory untersucht, um zu bestätigen, dass Injaz tatsächlich ein Klon des ursprünglichen Kamels ist.